# CS Minaur Baia Mare
Le CS Minaur Baia Mare est un club omnisports basé à Baia Mare en Roumanie.
Il se compose actuellement de trois sections :
- une section féminine de handball, qui a pris la suite du HCM Baia Mare en 2016 ;
- une section masculine de handball, créée en 1974 ;
- une section masculine de football, qui a pris la suite du FCM Baia Mare en 2016.